# YATAMA
YATAMA (миск. Yapti Tasba Masraka Nanih Aslatakanka — «Сыны Матери-Земли», исп. Hijos de la Madre Tierra) — политическая организация никарагуанских индейцев, в основном мискито. Создана в 1987 объединением индейских формирований, ведущих вооружённую борьбу против сандинистского режима. В период гражданской войны являлась специфической частью движения Контрас. С 1990 — политическая партия, отстаивающая индейские автохтонные и региональные интересы.

## Индейцы против сандинистов
Индейские племена группы чичба, в основном мискито, а также сумо и рама, составляли в 1980-х годах, по разным подсчётам, 5-10 % населения Никарагуа. Социалистическая партия СФНО, пришедшая к власти в результате Сандинистской революции 1979, проводила политику социокультурной унификации. На территориях проживания индейцев создавались сандинистские комитеты, бравшие на себя управленческие функции. Вводились жёсткие ограничения на традиционные промыслы и торговлю, в частности, на заготовку и реализацию мяса черепахи и омаров. Всё это в совокупности грозило разрушением традиционного индейского уклада. Планировалось масштабное переселение мискито с Атлантического на Тихоокеанское побережье.
В ответ мискито развернули партизанскую войну против СФНО. Правительственные войска провели несколько крупных военных операций, но не смогли подавить сопротивление. Хорошо знающие местность партизаны навязывали сандинистам бои в труднопроходимой местности, уходя от открытых столкновений.

Пехота утопала в болотах, тащила на себе артиллерию, а отряды мятежных мискитос ускользали на лёгких каноэ.

Александр Проханов

## Мискито и контрас
К середине 1980-х сформировалось несколько индейских организаций, крупнейшими из которых являлись MISURASATA и KISAN. Первую структуру возглавлял Бруклин Ривера, вторую — Стэдман Фагот. В 1987 они объединились в YATAMA. Единоличное лидерство закрепилось за Риверой.
Лидеры мискито координировали свои действия с другими структурами Контрас, но дистанцировались от них. Индейцы в принципе настороженно относились к центральным властям Никарагуа. Этому способствовали политическое, социальное, экономическое преобладание метисов и креолов (мискито называют эти этнические группы «испанцами»), выраженные культурные различия, дискриминация индейского населения. Недоверие никарагуанских индейцев распространялось не только на сандинистов, но и на антисандинистскую оппозицию.

Мы не хотим видеть над собой FDN. Мы — индейцы, и не можем смешиваться с испанцами.

Клейтон Митчелл, член совета старейшин KISAN

При создании коалиции Никарагуанское сопротивление (RN) — крупнейшего объединительного проекта контрас — в руководстве было зарезервировано место для представители YATAMA. Однако индейские лидеры предпочли вести собственные переговоры с властями СФНО.
Соглашение между правительством Никарагуа и движением YATAMA было подписано в Манагуа 2 февраля 1988 года (раньше договорённостей СФНО с RN). Правительство признало автономию и преимущественные права индейцев на их традиционной территории Карибского побережья. YATAMA согласилась координировать с правительством использование экономических ресурсов и сообразовываться с общенациональным законодательством. От правительства документ подписал министр внутренних дел Томас Борхе, от YATAMA — Бруклин Ривера.
Представители YATAMA участвовали в переговорах RN с правительством СФНО об общенациональном урегулировании. Мирное Соглашение Сапоа подписано, в частности, полевым командиром YATAMA Осорно Коллеманом (Команданте Блас). Два года спустя сандинисткий режим прекратил существование.

## В послевоенный период
На выборах 1990 года YATAMA получили значительное представительство в региональных и местных органах власти RAAN и RAAS. Правительство департамента RAAN формировалась YATAMA. Первоначально центральное правительство Виолетты Барриос де Чаморро, сменившее сандинистов, с подчёркнутой лояльностью относилась к мискито, YATAMA и её лидерам. Ривере был предложен министерский пост. Оказывалось содействие в адаптации бывших партизан.
В то же время, в Манагуа были недовольны сепаратистскими тенденциями YATAMA, трудной социальной ситуацией в районах под её управлением, отягощаемой стихийными бедствиями (от ураганов до нашествия крыс), властью племенных авторитетов-касиков, наличием вооружённых формирований, политической нестабильностью, разгулом криминала. Это недовольство ещё с 1990 года разделяли как правые либералы Чаморро и Алемана, так и сандинисты Ортеги.
Отношения YATAMA с центральными властями особенно осложнились с 1996 года, при президенте Арнольдо Алемане. Правящая Либерально-конституционная партия отстранила YATAMA от управления RAAN. В 2000 столица RAAN город Пуэрто-Кабесас был охвачен массовыми беспорядками. Лидеры мискито опасались, что центральные власти урежут права индейской автономии. Конфликт был перенесён в судебные инстанции, но оставался неразрешённым.

## Сближение и новые конфликты с СФНО
В 2002 Ривера заключил от имени YATAMA межпартийное соглашение о сотрудничестве с СФНО. Это вызвало возмущение и обвинение в измене со стороны ветеранов антисандинистской гражданской войны во главе с Осорно Колеманом. Однако альянс с СФНО позволил YATAMA вернуться в региональные органы власти.
Отношения между YATAMA и СФНО резко ухудшились после возвращения сандинистов к власти в Никарагуа. В апреле 2014 под председательством Риверы состоялось совещание муниципальных советников RAAN и RAAS, на котором обсуждались вопросы противодействия авторитарной политике СФНО, в особенности угрозе фальсификации выборов.

Они лишь использовали нас, чтобы выиграть выборы 2006 года. Не количеством голосов, но улучшением имиджа и повышением престижа. Теперь они вновь хотят раздавить наше движение, взять под контроль территории.

Бруклин Ривера

Конфликт принял столь острые формы, что 21 сентября 2015 года Национальная ассамблея Никарагуа 62 голосами против 22 проголосовала за лишение Бруклина Риверы депутатского иммунитета. Представители СФНО обвинили его в распродаже недвижимости на побережье и провокации актов насилия. Лидеры общины мискито в США Эласио Холмс и Карлос Ривас Томас резко осудили политику сандинистского правительства и предупредили о возможном возобновлении вооружённой борьбы.
YATAMA остаётся партией, отстаивающей автохтонные интересы никарагуанских индейцев и права регионального самоуправления.